# Albert von Mosetig-Moorhof

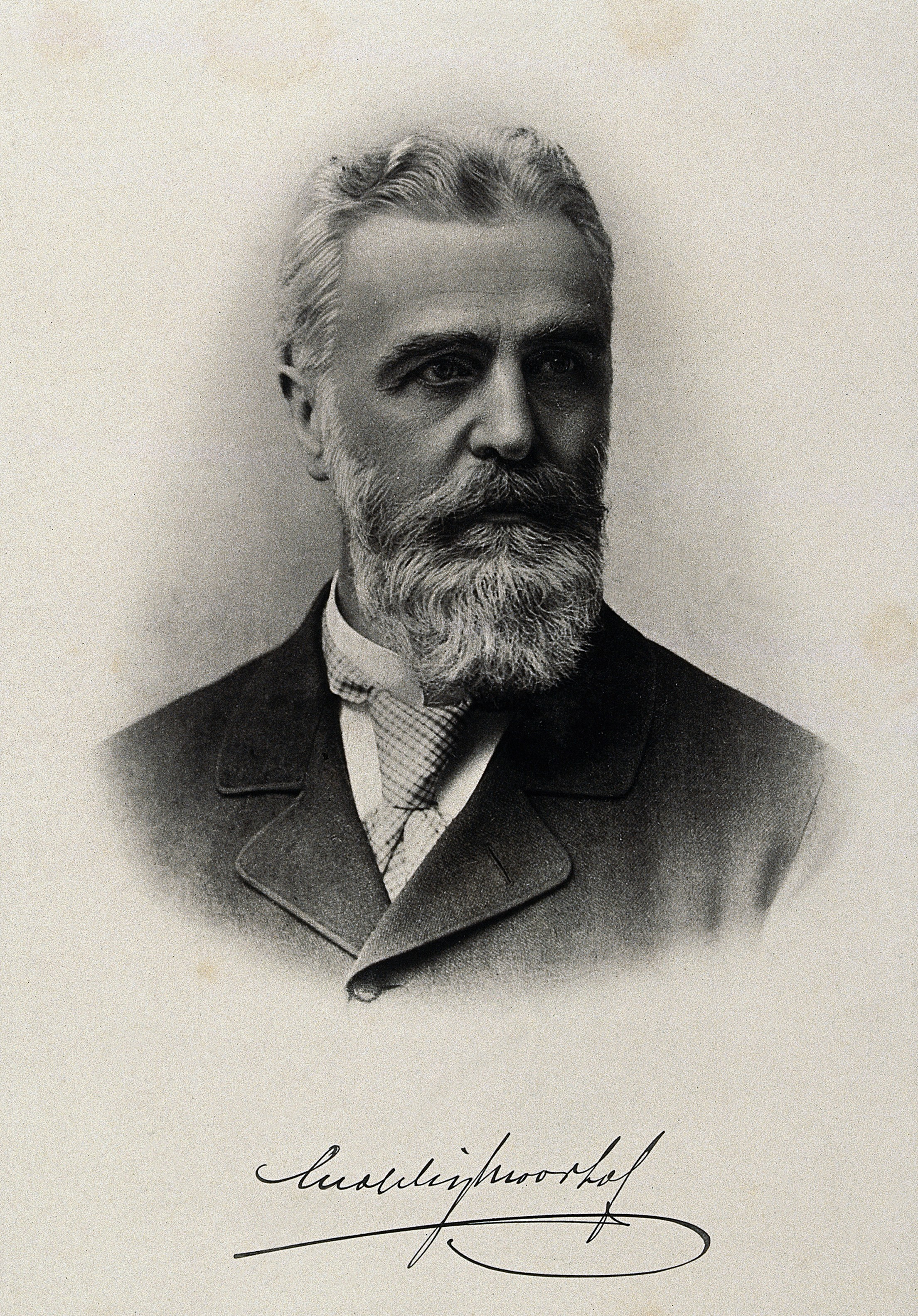

Albert von Mosetig-Moorhof (* 26. Juni 1838 in Triest; † 25. April 1907 in Wien (verschollen)) war ein österreichischer Mediziner.

## Leben
Er besuchte das Gymnasium in Triest und studierte an der Universität Wien Medizin, ab 1861 Dr. med. Universitätsprofessor für Chirurgie (ab 1875). Er führte das Desinfektionsmittel Iodoform in die Chirurgie ein, nahm als Kriegschirurg an zahlreichen Feldzügen u. a. gemeinsam mit Jaromír von Mundy an der Belagerung von Paris 1870 teil. 1871 wurde Mosetig als Dank für sein Engagement in den Ritterstand erhoben und fungierte später als Chefarzt der Wiener Freiwilligen Rettungsgesellschaft. Ab 1891 wirkte Mosetig-Moorhof als Primar am Wiener Allgemeinen Krankenhaus. 1906 trat Mosetig in den Ruhestand.
Irmengard Stuppöck macht Mosetig zu einem zentralen Charakter in ihrem 1950 erschienenen Roman „Wir Kommen!“ Eine Gasse im 23. Wiener Gemeindebezirk trägt seinen Namen.
Zu den Schülern von Mosetig-Moorhof zählt der Wiener Chirurg Moriz Viktor Silbermark (1873–1938).